# Сельское поселение «Деревня Выползово»
Сельское поселение «Деревня Выползово» — муниципальное образование в составе Кировского района Калужской области России.
Центр — деревня Выползово.
Статус сельского поселения и его границы установлены Законом Калужской области от 1 ноября 2004 года № 369-ОЗ «Об установлении границ муниципальных образований, расположенных на территории административно-территориальных единиц „Думиничский район“, „Кировский район“, „Медынский район“, „Перемышльский район“, „Сухиничский район“, „Тарусский район“, „Юхновский район“, и наделении их статусом городского поселения, сельского поселения, муниципального района».
Имеется 2 школы, школа искусств, детский сад, дом культуры, воинская часть.

## Население
| 2010  | 2012  | 2013  | 2014  | 2015  | 2016  | 2017  |
| ----- | ----- | ----- | ----- | ----- | ----- | ----- |
| 4837  | ↗4896 | ↘4723 | ↘4474 | ↗4511 | ↘4466 | ↘4382 |
| 2018  | 2019  | 2020  | 2021  |       |       |       |
| ↗4431 | ↗4493 | ↗4528 | ↘4415 |       |       |       |

## Состав
В поселение входят 5 населённых мест:
- деревня Выползово
- деревня Анисово Городище
- деревня Вежи
- деревня Леонов Починок
- станция Шайковка